# Portret van Clarissa Strozzi

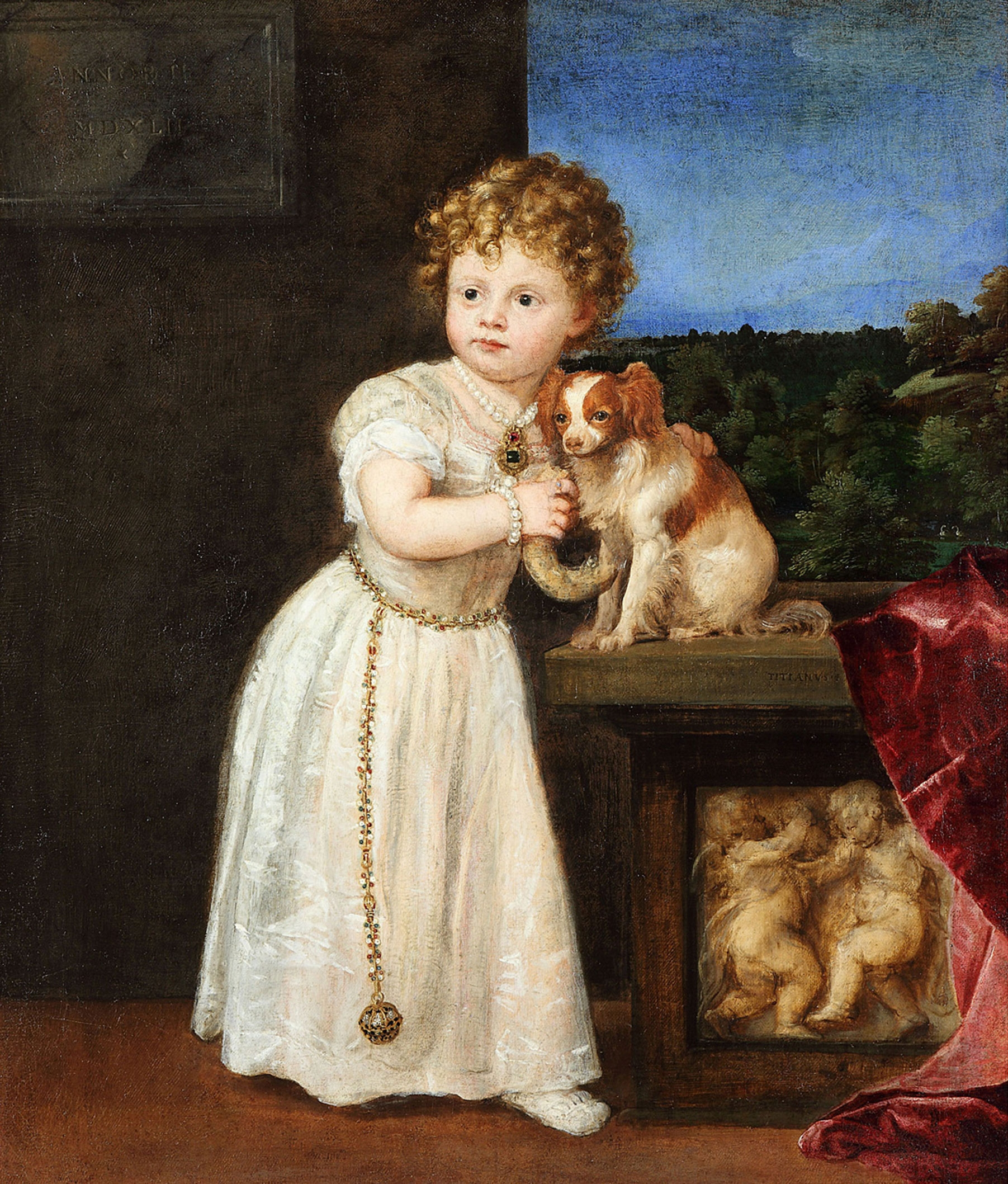
Clarissa Strozzi

Portret van Clarissa Strozzi is een olieverfschilderij uit 1542 gemaakt door de Italiaanse kunstschilder Titiaan, 115 × 98 centimeter groot.
Afgebeeld is een meisje uit de Strozzi familie.
Het werk wordt geroemd om de afgewogen kleurcompositie en bevindt zich momenteel in de collectie van de Gemäldegalerie in Berlijn.